# Glossoloma subglabrum
Glossoloma subglabrum är en tvåhjärtbladig växtart som beskrevs av J.L. Clark. Glossoloma subglabrum ingår i släktet Glossoloma och familjen Gesneriaceae. Inga underarter finns listade i Catalogue of Life.